# تسونيوشي أوساكي
تسونيوشي أوساكي (باليابانية: 大崎 常喜) (مواليد 18 مايو 1974)، هو لاعب كرة قدم سابق كان يلعب كحارس مرمى.